# Grb Nepala
Grb Nepala je usvojen 30. prosinca 2006. Sastoji se od zastave Nepala, Mount Everesta, zelenih polja, muške i ženske ruke što se rukuju i vijenca rododendrona. Ispod grba je traka s natpisom "जननी जन्मभूमिश्च स्वर्गादपी गरीयसी" (Majka i domovina su veći od neba).

## Također pogledajte
- Zastava Nepala